# Chrysocraspeda aurantibasis
Chrysocraspeda aurantibasis là một loài bướm đêm trong họ Geometridae.